# Egentid (fritid)
Egentid är ett allmänt begrepp för en persons tid för sig själv, då den inte behöver ta hänsyn till andra.
Ordet har bland annat fått spridning i diskussioner omkring familj och parförhållanden och dessas inverkan på individernas självständighet. Egentid står då i motsats till exempelvis  familjetid – tid tillsammans med (andra medlemmar av) familjen.